# 旭郵便局
旭郵便局（あさひゆうびんきょく）は千葉県旭市にある郵便局。民営化前の分類では集配普通郵便局であった。

## 概要
住所：〒289-2599 千葉県旭市ロ1440-4

## 沿革
- 1954年（昭和29年）8月16日 - 旭町郵便局から旭郵便局に改称[1]。
- 1954年（昭和29年）12月1日 - 干潟（ひがた）郵便局[2]より集配業務を移管。
- 1959年（昭和34年）2月24日 - 椎名内郵便局より電話交換事務の取扱を移管。
- 1962年（昭和37年）6月16日 - 特定郵便局から普通郵便局に局種別改定。
- 1965年（昭和40年）2月16日 - 椎名内郵便局から和文電報配達業務を移管。
- 1966年（昭和41年）7月24日 - 電話交換・通話および和文電報受付・配達の各業務を、旭電報電話局に移管。
- 1966年（昭和41年）11月28日 - 旭市大字十日市場から同市大字ロに移転。
- 1999年（平成11年） - 外国通貨の両替および旅行小切手の売買に関する業務取扱を開始。
- 2007年（平成19年）10月1日 - 民営化に伴い、併設された郵便事業旭支店に一部業務を移管。
- 2012年（平成24年）10月1日 - 日本郵便株式会社発足に伴い、郵便事業旭支店を旭郵便局に統合。
- 2024年（令和6年）3月11日 - 海上郵便局から集配業務を移管。

## 取扱内容
- 郵便、印紙、ゆうパック、内容証明
- 貯金、為替、振替、振込、国際送金、外貨両替・トラベラーズチェック、国債、投資信託
- 生命保険、バイク自賠責保険、自動車保険
- ゆうちょ銀行ATM
- 旭市内の一部地域の集配業務
- ゆうゆう窓口

## 周辺
- 旭市役所
- 旭市立第二中学校
- 国道126号

## アクセス
- JR総武本線 旭駅から徒歩約9分
- 旭市コミュニティバス 旭郵便局停留所下車
- 銚子連絡道路 横芝光ICから東へ約15km
- 東関東自動車道 大栄ICから、東総有料道路経由で約25km
- 駐車場あり：12台